# Psychic Detective Yakumo
Psychic Detective Yakumo (心霊探侦八 Shinrei Tantei Yakumo) es una novela de Manabu Kaminaga publicado en Nihon Bungeisha con ilustraciones de Katoh Akatsuki y más tarde en Kadokawa Bunko con ilustraciones de portada por Yasushi Suzuki. El libro ha sido adaptado en dos series manga, un anime, una serie de acción en vivo y una obra de teatro.

## Trama
Saitou Yakumo, un reservado estudiante de la universidad, nació con el ojo izquierdo de color rojo. Este ojo, que por lo general esconde detrás de una lente de contacto, le da la capacidad de ver fantasmas y espíritus y le ha traído muchas dificultades a lo largo de su vida. A pesar de que esta visión especial podría fácilmente asustar a cualquiera, no asusta a Yakumo. Él cree firmemente que fantasmas y espíritus tienen sentimientos dejados, ligados a la tierra a causa de una cierta "causa". Es su opinión que al hablar con ellos, se puede eliminar esa "causa" y ponerlos en libertad, lo que les permite descansar en paz. Un día, una estudiante universitaria llamada Haruka Ozawa llama a su puerta, pidiendo ayuda para salvar a su amigo, que cree estar poseído. A regañadientes, acepta, y así comienza una historia llena de acontecimientos sobrenaturales sin resolver, con destino a ser descifrado por los dos, y el viaje de Yakumo para liberar el corazón de su doloroso pasado.

## Personajes
Yakumo Saito (斉藤八 Saito Yakumo)
Es el protagonista principal, un estudiante universitario que vive en la habitación del club de filmación en la escuela. Él actúa como un extraño y no es bueno con la gente. Él tiene la capacidad especial para ver fantasmas. Nació con heterocromía, la diferencia en el color de ojos, el izquierdo de un rojo carmesí, con él que ve fantasmas. Él cree que los fantasmas y los espíritus están unidos a la tierra a por una cierta "causa" y simplemente eliminar esa "causa" hará a los espíritus descansar en paz. Cuando le pidió ayuda Ozawa Haruka, ellos comienzan la investigación juntos. Yakumo es contundente, sarcástico, y muchas veces sale como frío o condescendiente. Asimismo, no le importa lo que piensen los demás. Sin embargo, él tiene un corazón bueno y ayudará a quien viene a pedirle ayuda. A menudo usa trucos y trampas para ganar lo que quiera, por ejemplo, engañó a un maestro, cuyas clases Yakumo siempre se saltaba, haciéndole creer que fue maldecido con una aflicción sobrenatural y para pago del 'exorcismo', los créditos completos de clase. A menudo se burla de Gotou y Haruka acerca de sus relaciones y de inteligencia. Él tiene un gusto por lo dulce sorprendentemente fuerte, a menudo come parfaits. Yakumo es también muy delicado, él automáticamente cae en la pared más cercana de shock cuando alguien (es decir, Haruka) le mete en la cadera. Yakumo se demuestra que es muy inteligente, observador y lógico, a menudo resuelve misterios antes que la policía. Yakumo es sensible acerca de sólo ser capaz de ver y hablar con los espíritus y no ser capaz de exorcizar. Yakumo es excepcionalmente vigilado con sus sentimientos y está cerca de muy pocas personas: Haruka, Gotou, Isshin su tío y su prima más joven Nao (con el último es muy amable). Él irá a grandes longitudes para estas personas y arriesga su vida para salvarlos. 
Haruka Ozawa (小沢晴 Ozawa Haruka)

Ella es una estudiante de segundo año y le pide ayuda a Yakumo para salvar a su amiga Miki de los demonios que parecen haberla poseído. Ella es la primera persona que no tiene miedo del otro ojo de Yakumo, o su capacidad de ver fantasmas. Incluso se dice que son hermosos, como el tío de Yakumo predijo una vez. Debido a Yakumo, ella es capaz de ver a su hermana gemela que murió en un accidente de coche cuando ella tenía siete años de edad. Siempre se estaba culpando por esto, ya que su hermana estaba persiguiendo un balón que ella echó a la calle. Más tarde, Yakumo le asegura que no era su culpa, y le muestra una imagen de su hermana, sonriente, en el anime. Haruka parece tener algunos sentimientos hacia Yakumo, que se convierten en una especie de enamoramiento.
Kazutoshi Gotou (后藤和 Gotou Kazutoshi)

Gotou es un detective de mediana edad que es un poco adicto al trabajo. Ha conocido Yakumo durante mucho tiempo ahora y siempre lo llama si hay una participación paranormal en el caso que está investigando. Yakumo a menudo juega con él, ya sea comentando si su esposa lo ha dejado o decirle la mentira de que su asistente Yuutarou es gay (que se demuestra falsa por su enamorado de Haruka). Hace diez años que salvó a Yakumo de su madre cuando trató de matarlo.
Yuutarou Ishii (石井雄 Ishii Yuutarou)

El detective que trabaja bajo el detective Gotou y lo admira como el detective oculto. Él empieza a amar a los aspectos sobrenaturales, pero después de verlos de verdad se pone un poco de miedo de él. Gotou sospechoso que era gay por un corto período de tiempo, aunque esto resulta ser una falsa interpretación de la infatuación de Ishii y, como resultado, Ishii ha desarrollado un enamoramiebto hacia Haruka.
Makoto  Hijikata (土方真 Hijikata Makoto)

Ella es una periodista que ayuda a Yakumo y su equipo de investigación. Su padre es también una persona de alto standing en la policía. Ella estaba en un punto poseído por el fantasma de una Necrophobic cuyo deseo de vivir le hizo manifiesta en su cuerpo, con las dos almas que luchan por mantener el cuerpo desde hace bastante tiempo, pero fue salvado más tarde por Yakumo. Ella siente algo por Ishii
Nao Saito (斉藤奈 Saito Nao)

La joven prima de Yakumo, Nao ha sido sorda desde que nació y vive con Isshin Saito en un templo budista. Ella es incapaz de escuchar, pero es capaz de sentir los sentimientos de aquellos a su alrededor con mucha claridad.
Isshin Saito (斉藤 Saito Isshin)

Él es el tío de Yakumo y padre de Nao. Él es una especie de padre para Yakumo y vive en un templo budista. Con el fin de hacer que Yakumo se sienta un poco más cómodo, lleva una lente adherente de color rojo. También Isshin fue quien nombró a Yakumo.
Miyuki Nanase(七瀬 Nanase Miyuki)

Asistente en el mal del padre biológico de Yakumo. Miyuki se muestra como ser físicamente fuerte, mentalmente retorcido y muy leal al padre de Yakumo.

## Adaptación al Anime
Una adaptación al anime producida por Bee Train, escrito por Hiroyuki Kawasaki, y dirigida por Tomoyuki Kurokawa comenzó a transmitirse en Japón el 3 de octubre de 2010. Minako Shiba diseñó los personajes y Daisuke Ono y Ayumi Fujimura fueron lanzados como los papeles principales, con las canciones de apertura temáticos también realizadas por Ono. Las canciones, "Key", "Key Phase 2", y "Key Phase 3", fueron puestos en libertad el 17 de noviembre de 2010. La serie ha sido licenciada para la liberación de video digital y el hogar por Sentai Filmworks.